# 圣多玛斯·阿奎那堂 (巴黎)

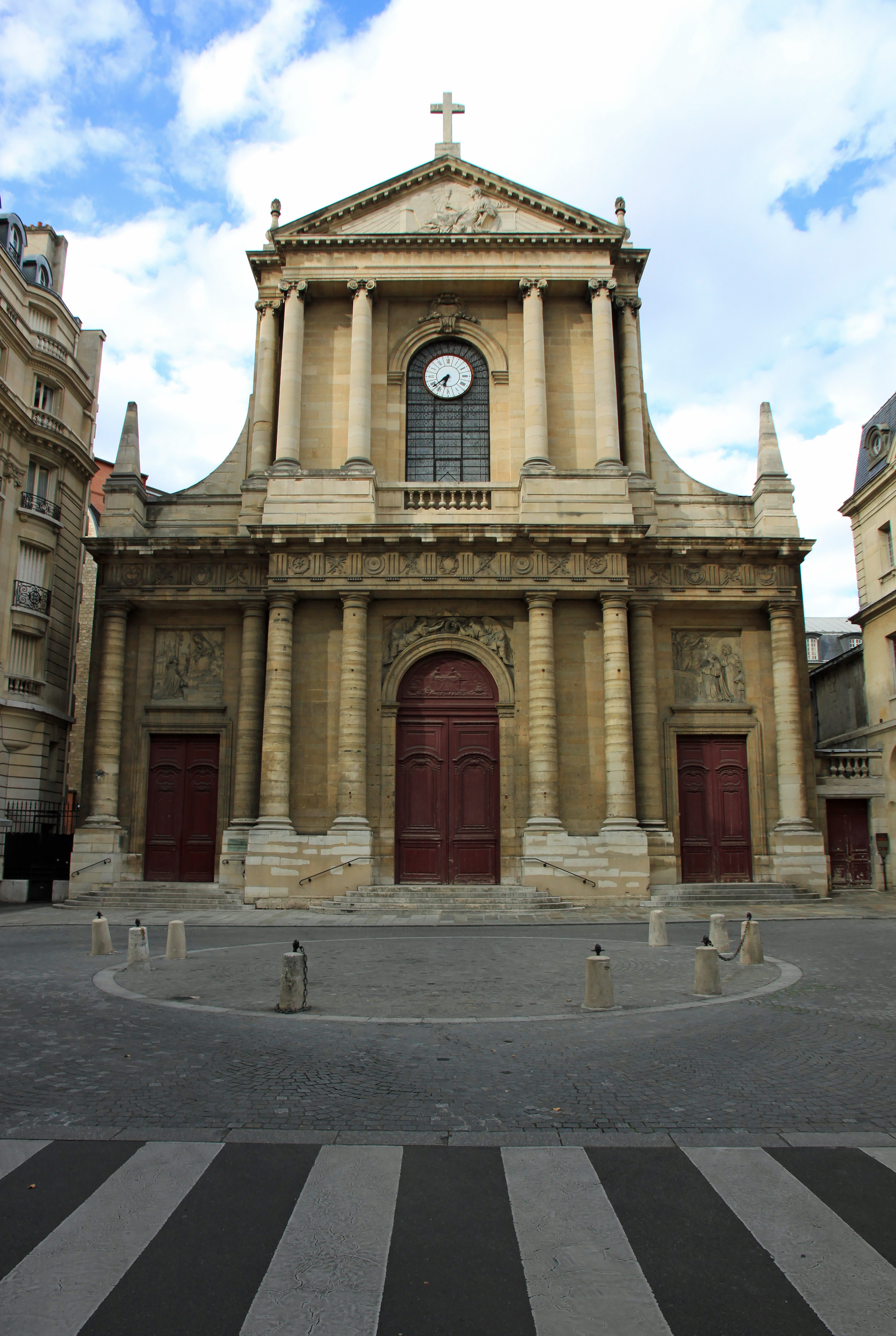
圣多玛斯·阿奎那堂

圣多玛斯·阿奎那堂 (Église Saint-Thomas-d'Aquin) 是一座罗马天主教教堂，供奉圣多玛斯·阿奎那，位于巴黎第七区的圣多玛斯·阿奎那广场（place Saint-Thomas-d’Aquin），介于巴克路（rue du Bac）与圣日耳曼大道（boulevard Saint-Germain）。